# Powojnik kwiecisty

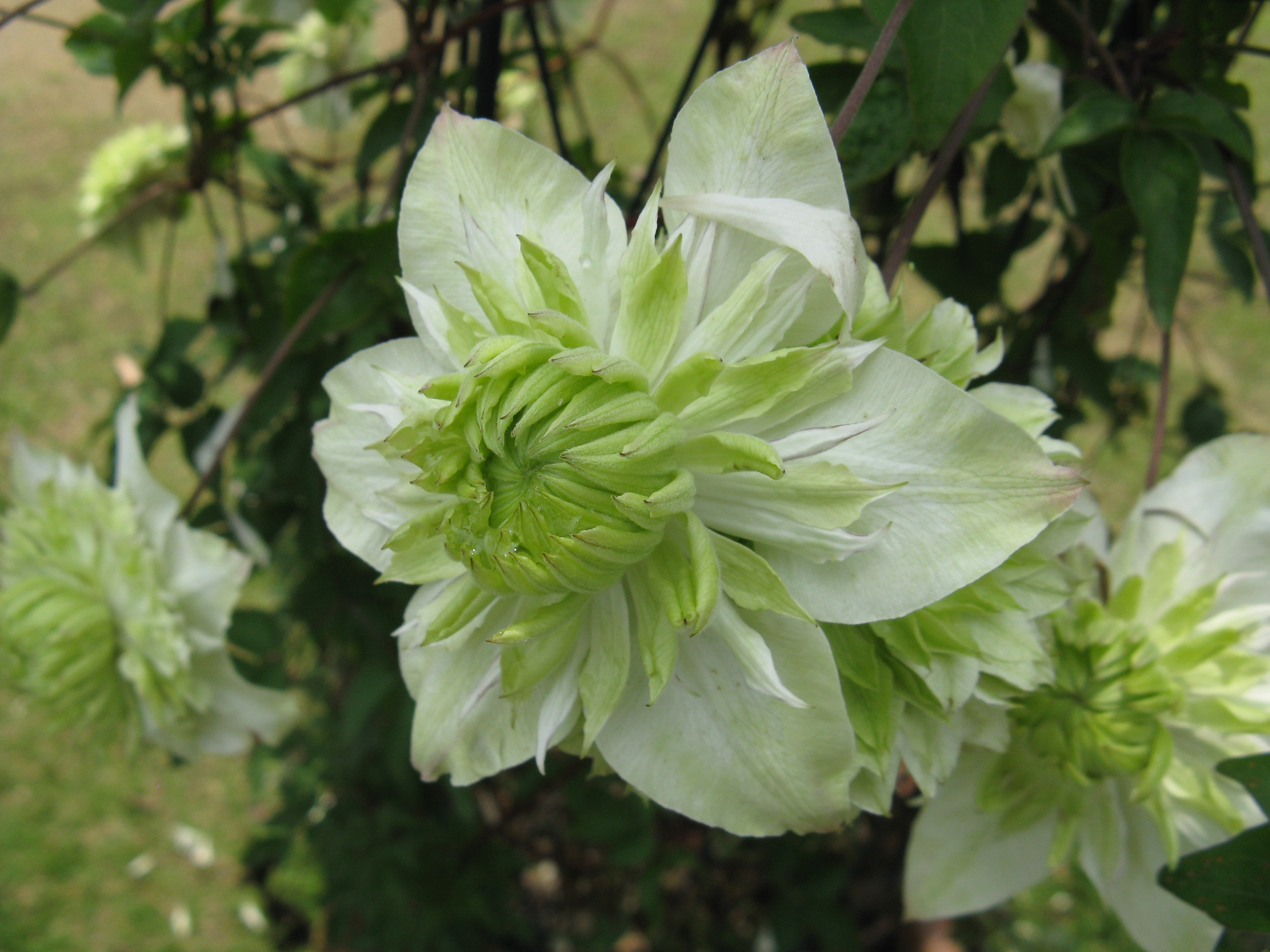
Clematis florida `Alba`

Powojnik kwiecisty (Clematis florida Thunb.) – gatunek rośliny z rodziny jaskrowatych. Pochodzi z Chin, rozprzestrzenił się również w Japonii jako uciekinier z uprawy. Jest uprawiany w wielu krajach, również w Polsce, jako roślina ozdobna. Już w XVII wieku był uprawiany w Japonii, do Europy zaś został sprowadzony w 1776 roku przez botanika Carla Petera Thunberga.

## Morfologia
PokrójPnącze, o zdrewniałych pędach, po 3–4 latach osiąga wysokość 2–3 m. Wspina się po podporach, podtrzymując się ogonkami liściowymi.
ŁodygaZdrewniała, podłużnie żebrowana, krucha i łamliwa.
KwiatyKremowobiałe, duże, o średnicy często przekraczającej 15 cm, osadzone na długich szypułkach, dzięki czemu są doskonale widoczne. Składają się z 4 do 6 owalnych działek o lekko falowanych brzegach. Wewnątrz kwiatu liczne słupki i pręciki o czarnych pylnikach i nitkach pręcikowych fioletowych górą, a białych dołem. Część (a u niektórych uprawianych ozdobnych odmian nawet wszystkie) pręcików przekształcona jest w prątniczki, silnie kontrastujące z płatkami korony.
LiścieZłożone z 3–9 jajowatych, lub owalnych listków, zwykle na wpół zimozielone. Jesienią przebarwiają się na kolor purpurowozielony.

## Biologia i ekologia
Roślina wieloletnia, pnącze. Okres kwitnienia przypada od czerwca do września. Kwiaty rozwijają się powoli i długo utrzymują na roślinie (do 3 tygodni). W swoim naturalnym środowisku powojnik kwiecisty rośnie w górskich zaroślach, na wysokości około 1700 m n.p.m. Cała roślina jest lekko trująca.

## Uprawa
Jest trudny w uprawie. Wymaga zacisznego, osłoniętego od wiatru i ciepłego miejsca, żyznej gleby i starannej pielęgnacji. Wrażliwy na mróz, w związku z czym nie nadaje się do sadzenia w najzimniejszych rejonach Polski, oraz w terenach, gdzie tworzą się zastoiny mrozowe. Uprawiany jest wyłącznie z sadzonek. Podczas sadzenia należy zapewnić mu odpowiedni drenaż, oraz żyzną glebę, a ziemię wokół rośliny wyściółkować. Wymaga stałej, umiarkowanej wilgotności, dlatego też w razie potrzeby należy go podlewać, szczególnie w czasie kwitnienia. W czasie wzrostu należy go rozpinać na podporach i podwiązywać, by zapewnić właściwą ekspozycje kwiatów i dostęp liści do światła. Ponieważ kwitną tylko tegoroczne pędy, należy go silnie ciąć. Na zimę należy go zabezpieczyć przed silnymi mrozami (np. okrywając gałązkami drzew iglastych).